# Franz Xaver Dietrich
Franz Xaver Dietrich, auch François-Xavier Dietrich (* 3. Dezember 1882 in Bernhardsweiler im Elsass; † 12. Juli 1962 in Schönbrunn bei Dachau) war ein deutscher Maler.

## Leben und Werke
Franz Xaver Dietrich erhielt seine Ausbildung bei Carl Jordan an der Kunstgewerbeschule in Straßburg sowie an der Kunstakademie in München, wo er Schüler von Martin von Feuerstein, Wilhelm von Diez und Rudolf von Seitz war, und schließlich bei Waldemar Kolmsperger dem Älteren, dessen Schwiegersohn er später wurde. 1907 bereiste er mit einem Schack-Stipendium Italien und Spanien.
Neben der Genre- und Porträtmalerei war vor allem die kirchliche Kunst sein Arbeitsgebiet. Er gehörte, wie auch Waldemar Kolmsperger der Jüngere, der Werkstatt seines Schwiegervaters an, der diese wie zu Zeiten des Barock betrieb.
In den Jahren 1903/04 war er als Schüler Feuersteins zusammen mit diesem und seinen Mitstudenten Theodor Baierl und Georg Kau mit der Ausmalung der Kirche in Riezlern beschäftigt. Im linken Chorbogen befindet sich ein Gemälde Mariä Verkündigung, das von Dietrich geschaffen wurde, während Baierl im rechten Chorbogen Mariä Heimsuchung hinterließ. Nach Anleitung Feuersteins schuf Dietrich das Monumentalbild in der Apsis über dem Hochaltar. Es zeigt Mariä Krönung im Himmel. Ein Petrus-Canisius-Bild Dietrichs wurde anlässlich der Heiligsprechung Canisius’ in der Jesuitenkirche in Innsbruck aufgestellt.
Dietrich schuf Deckenbilder in den Pfarrkirchen in Hirschegg und Immenstadt sowie Hochaltarbilder für die Kirche St. Peter und Paul in Neustift bei Freising, die Magdalenenkirche in Straßburg, die Kirche St. Nikolaus in Unterdießen bei Landsberg am Lech und die St. Franziskus-Kirche in Untergiesing. Für die katholische Hofkirche in Dresden malte er Kreuzwegbilder und für die Pfarrkirche in Immenstadt entwarf er 1920 ein Kriegerdenkmal. Für die Münchner Pfarrkirche St. Joseph entwarf er einen Kreuzweg, der in den Jahren 1904 bis 1908 entstand; dieser gilt als eines der Hauptwerke Dietrichs. In den Jahren 1910 bis 1911 erstellte er zusammen mit seinem Schwiegervater Waldemar Kolmsperger d. Ä. die aufwändige und umfangreiche neobarocke Gewölbeausmalung der ehemaligen Abteikirche St. Nabor in St. Avold in Lothringen.